# آمارد

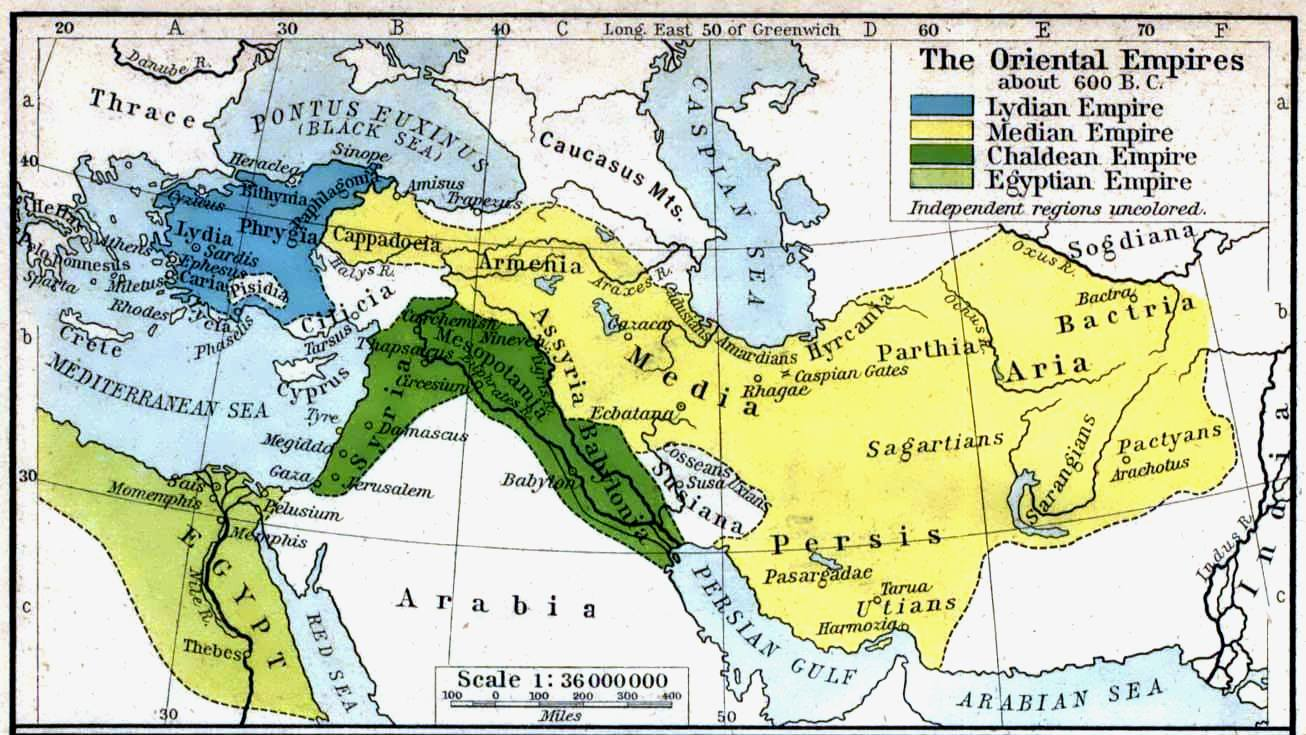
خريطة للإمبراطورية الميدية (600 قبل الميلاد) ، تُظهر المواقع النسبية لقبيلة أمارديان.

آمارد ؛ أو الآمارديون قبائل إيرانية قديمة كانت تعيش على الشواطئ الجنوبية لبحر قزوين، ذكرهم سترابو وهيرودوت عدة مرات. عاش الآمارد في هذه المنطقة قبل الآريين، وقال هيرودوت أنهم من بين القبائل الإيرانية المحاربة. يرى بعض المؤرخين على أنهم سلالة آرية قديمة أرتبطت بـ قبائل الداها و ساكا. وأنهم نفس العرق ويتحدثون لغات مماثلة، وقد تتفق مع اللغة السكيثية.

## التسمية
مصطلح ماردي مأخوذ من الكلمة الإيرانية القديمة التي تعني «رجل» (بالفارسية القديمة: 𐎶𐎼𐎫𐎡𐎹)‏، ويعتقد ريتشارد فراي أن اسم مدينة آمل متجذر في كلمة آمارد، والتي تتحدث باسم اموي في اللغة الفارسية الوسطى. وفقًا للأدب التاريخي، كانت آمل عاصمة طبرستان (مازندران حاليًا)، على الأقل في الفترة التي بدأت من الإمبراطورية الساسانية إلى إلخانات الإمبراطورية المغولية.

## حسابات تاريخية
يذكر سترابو اسم ماردي عدة مرات، ويضع موقعهم إلى الجنوب من بحر قزوين فيما يعرف الآن بغيلان ومازندران شمال إيران. يذكر على خريطته أسم أماردوس، وهو الاسم المنسوب إلى منطقة النهر الأبيض في ذلك الوقت. ويذكر القبائل جنبًا إلى جنب مع قبائل التابور و Kadusi كقبائل جبلية في شمال البلاد. يكتب سترابو: «جميع أنحاء البلاد خصبة ، باستثناء الجزء الشمالي منها ، وهو جبلي وعر وبارد ، ويسكنه متسلقو الجبال الذين يُدعون كادوسي وأماردي والتبري وشعوب أخرى.»]
يذكر هيرودوت قبيلة تحمل اسمًا مشابهًا لواحدة من عشرة إلى خمسة عشر قبيلة فارسية، كانوا يعيشون في الوديان الواقعة بين سوسيس وبارس، في ما هو الآن جنوب غرب إيران. وصف نيارخوس منطقة ماردي الجنوبية بأنها واحدة من أربع شعوب جبلية محاربة في الجنوب الغربي، جنبًا إلى جنب مع السوسيين والأوكسيين والإليمانيون. من بين هذه المجموعات البدوية الأربع ، كانت القبيلة الإيرانية اللغوية الوحيدة.
كتب كوينتوس كورس: كان هناك أناس يُدعون امارد، رفضوا إرسال الرسل إلى الإسكندر وطاعته. كان هذا الأمر عزيزًا جدًا على الإسكندر، فقال: من الغريب جدًا أن حفنة من الرجال لا يريدون اعتبارني فاتحًا. بعد ذلك أخذ عددا من قوات النخبة من جيشه وتوجه نحو الرجال وظهر أمامهم فجرا. احتل الرجال المرتفعات، وطردهم الإسكندر بعد معركتهم. نتيجة لذلك، انسحبوا إلى بلدهم وسقطت القرى المجاورة في أيدي المقدونيين. ولكن بعد ذلك، واجه الجيش المقدوني صعوبة في الانتقال إلى مقاطعتهم، موضحًا أنه توجد هنا غابات شاسعة وجبال شاهقة، وقد قام السكان الأصليون بتحصين السهول.
هزم الإسكندر الأكبر آل أمارد، ثم هزمهم الفرثيون فيما بعد، واستقروا حول الري في القرن الثاني قبل الميلاد. احتلت عائلة التابور أراضي الأمارد السابقة، ولا يذكر بطليموس سوى قبور التابور في المنطقة الشرقية من ديلام على شواطئ بحر قزوين.

## المعرض

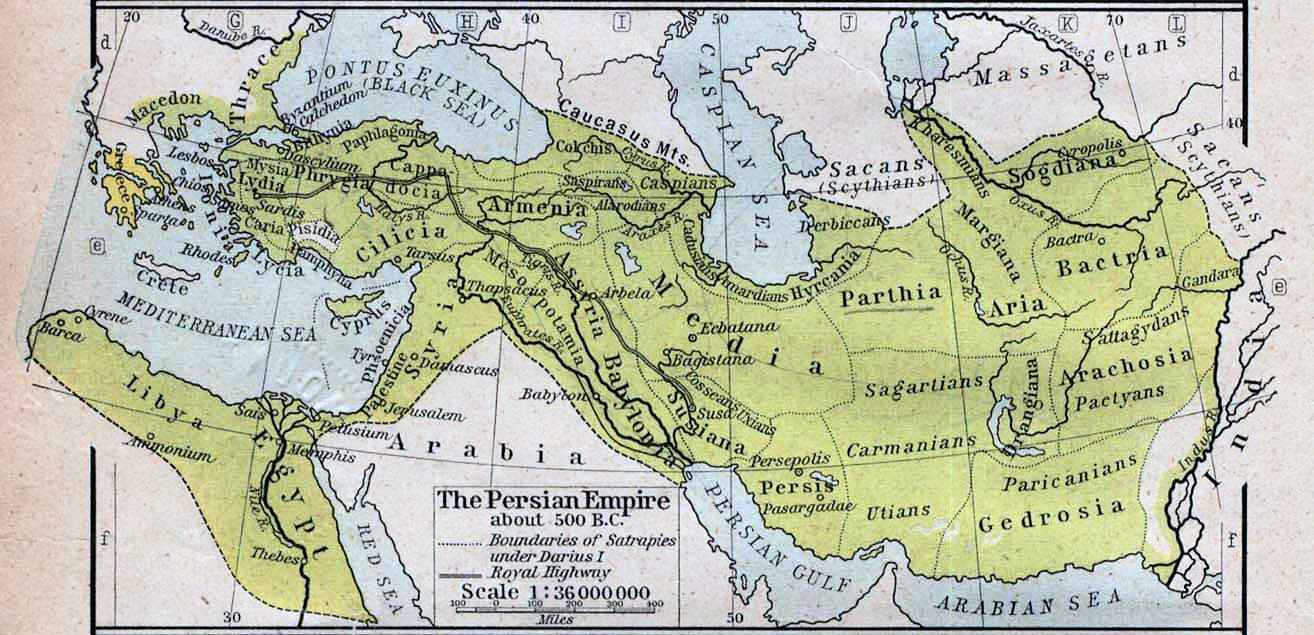
يظهر المرزبان الأماردي ضمن خريطة للإمبراطورية الأخمينية في أقصى حد لها (500 قبل الميلاد).
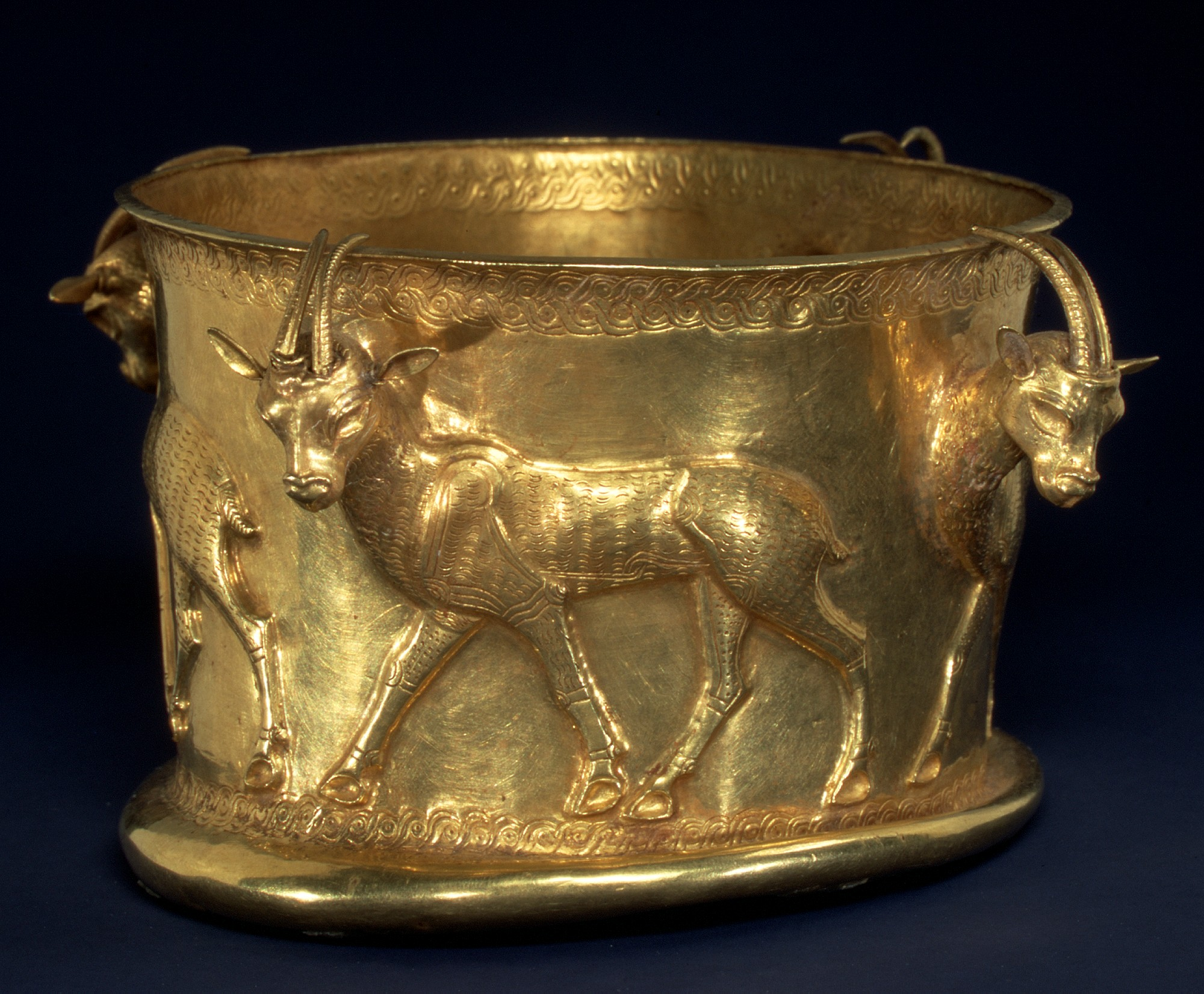
كأس ذهبي من العصر الحديدي من مارليك، محفوظ في متحف متروبوليتان للفنون ، مدينة نيويورك.
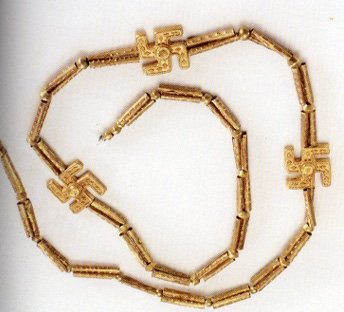
القلادة الذهبية المكونة من ثلاثة صلبان معقوفة من مارليك محفوظة في المتحف الوطني بطهران.